# Haus Connewitz

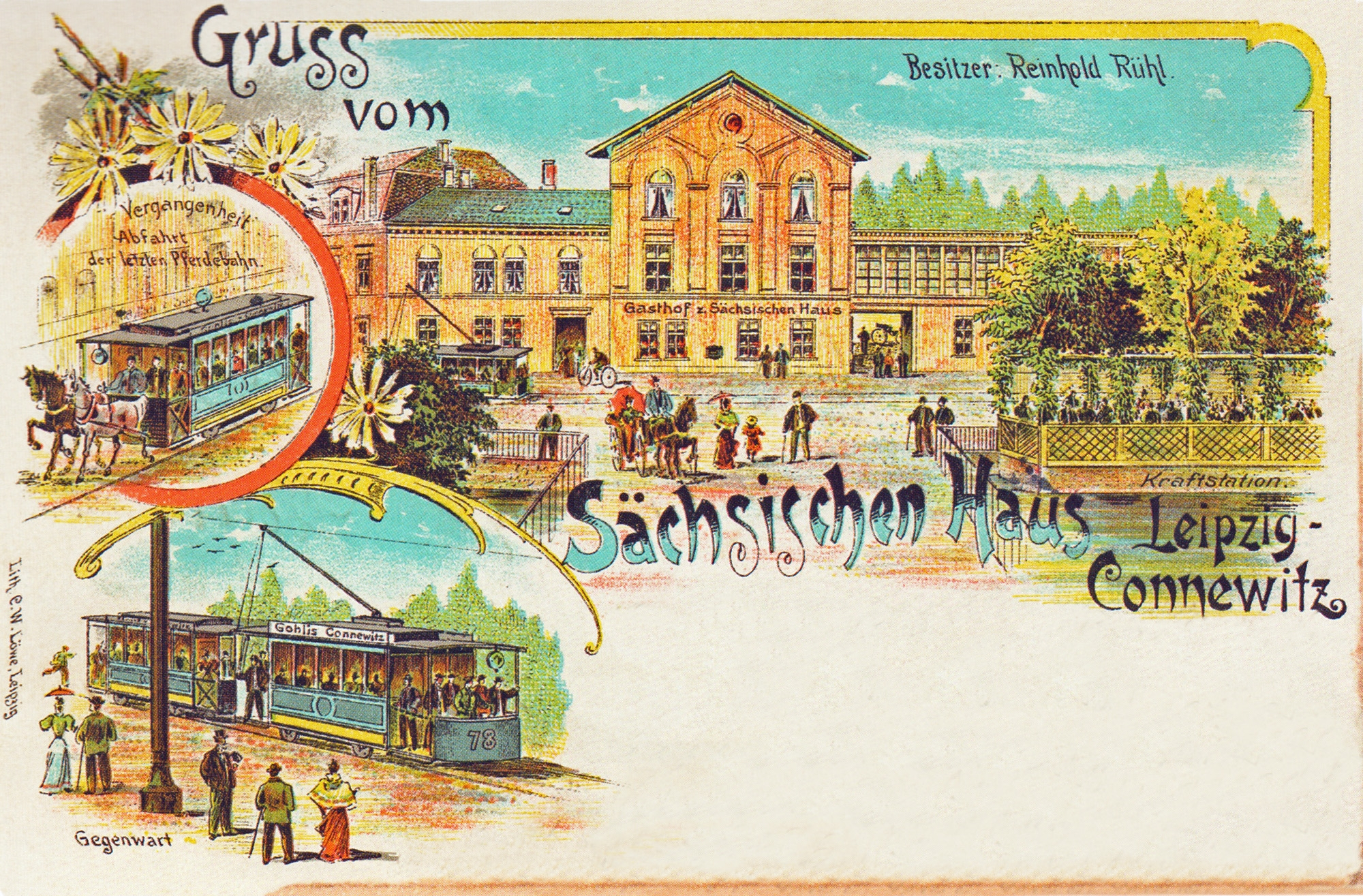
Historische Postkarte vom „Sächsischen Haus“ um 1900, später „Haus Connewitz“

Das Haus Connewitz, früher Zum Sächsischen Haus, war eine über die Grenzen der Stadt hinaus bekannte Gaststätte in Leipzig-Connewitz.

## Geschichte
Die Geschichte des Hauses ist länger als die der Gaststätte. 1543 wurde das erste Haus auf dem Gelände am nordwestlichen Ende der Connewitzer Dorfstraße (heute Prinz-Eugen-Straße) als Drescherhaus, also als Wohnung für landwirtschaftliche Hilfsarbeiter, erbaut.
1555 wurde dem Besitzer vom Rat erlaubt, „daß er Bier schanken – aber keine Gäste setzen darf“. An der Straße nach Zeitz gelegen, entwickelte sich das Haus aber dennoch bald zu einer beliebten Ausspanne. 1804/1805 wurde das Haus umgebaut und erhielt am 15. März 1832 vom sächsischen Ministerium die Gast- und Schankgerechtigkeit bestätigt, also die Erlaubnis zum Beherbergungs- und Gaststättenbetrieb. Inzwischen führte es auch den Namen „Zum Sächsisches Haus“.
1865 erfolgte ein weiterer Umbau. Jetzt entstanden ein zweigeschossiger Tanzsaal und ein großer Biergarten mit Kegelbahn. Ab 1872 war vor dem Haus die Endstelle „Eiskeller“ der Leipziger Pferdebahn, was das Sächsische Haus zum beliebten Ausflugsziel der Leipziger machte. 1896 erfolgte die Elektrifizierung der Bahn, und ab 1902 fuhr die „Stern“-Linie weiter bis nach Gautzsch.
Nach Kriegszerstörungen im Zweiten Weltkrieg wurde das Haus wieder aufgebaut und führte jetzt den Namen „Haus Connewitz“, wurde aber im Volksmund bald nach dem Vornamen des Wirtes Georg Pickelmann (1901–1970) „Schorschl“ genannt. Dieser verstand es, die „Tanzbar“ zu einer der angesagtesten Vergnügungsstätten Leipzigs und darüber hinaus zu machen. Das galt besonders jeweils für die Zeiten der Leipziger Messe. Ab 1973 war es Konsumtanzgaststätte und Nachtbar mit 320 Plätzen.
1995 wurde das Haus abgerissen und an seiner Stelle ein Wohngebäude errichtet. In dessen Erdgeschoss befindet sich eine Begegnungsstätte der Volkssolidarität mit dem Namen „Schorsch'l“.

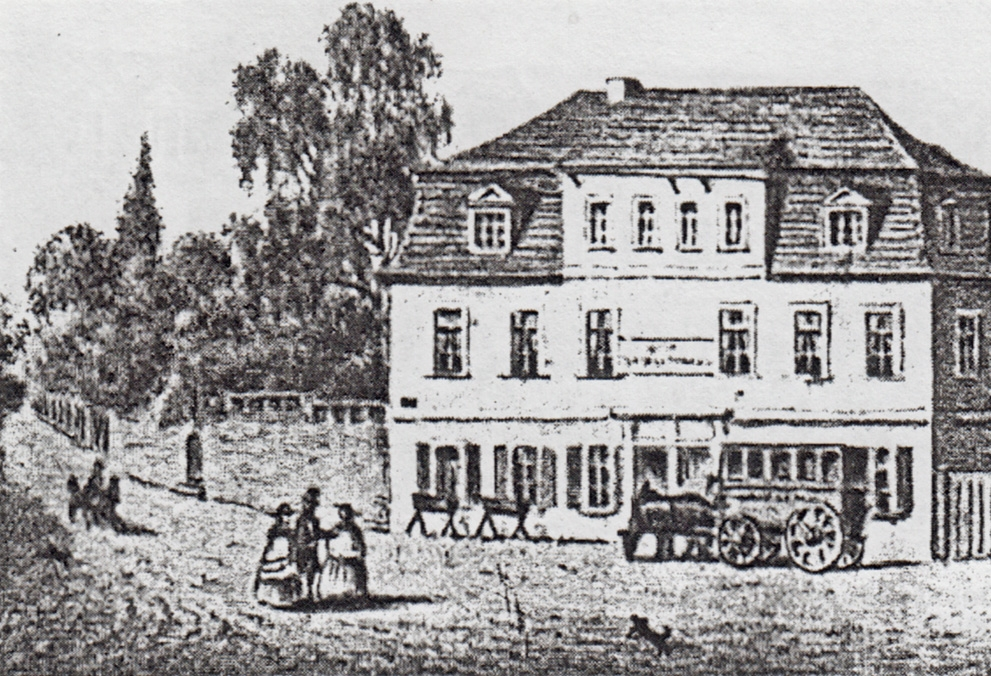
Der Gasthof „Zum Sächsischen Haus“ vor dem Umbau 1868
Die Endstelle Eiskeller, links das „Sächsische Haus“ (1907)
Die „Stern“-Bahn vorm „Sächsischen Haus“ (vor 1910)
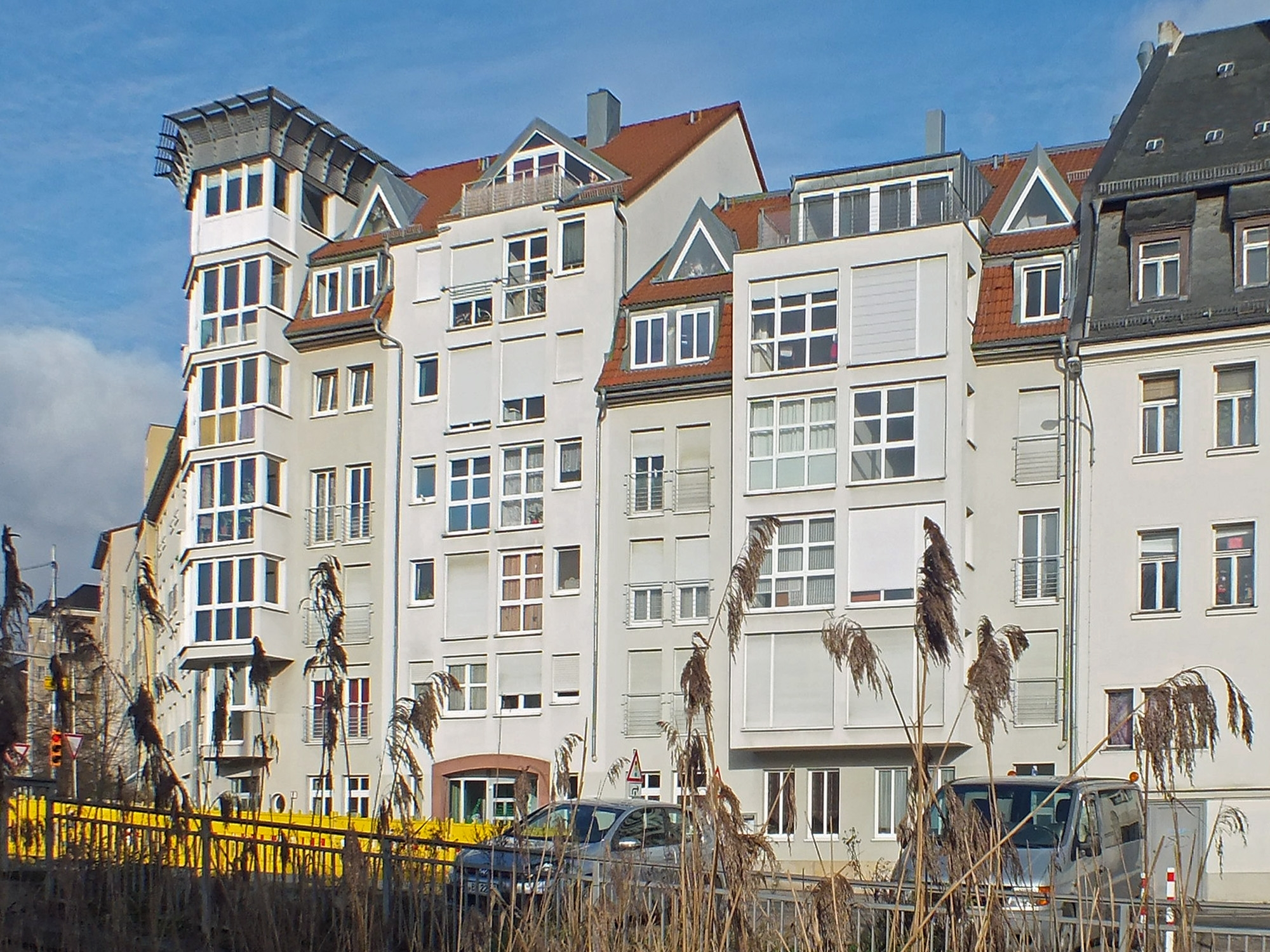
Wohnbebauung an der Stelle des ehemaligen „Haus Connewitz“ (2012)